# Adam Świątek
Adam Świątek (* 10. März 1990) ist ein ehemaliger Handballspieler aus Polen.

## Vereinsmannschaften
Der 1,96 Meter und 102 kg schwere Linkshänder wird überwiegend als rechter Rückraumspieler eingesetzt. Er begann mit dem Handball bei MKS MOS Wrocław und spielte bis November 2011 bei MSPR Miedź Legnica in der Ekstraklasa. Vom finanziell schwer angeschlagenen Verein wechselte er im November 2011 zum in der PGNiG Superliga spielenden Verein SPR Chrobry Głogów.
Er stand ab Beginn der Saison 2015/2016 beim Stralsunder HV unter Vertrag. Sein Vertrag lief über zwei Jahre.

## Nationalmannschaft
Adam Świątek stand im Aufgebot der polnischen Handballnationalmannschaft.